# 丹尼士·馬基斯
丹尼士·馬基斯·度·納斯克曼多（Denis Marques do Nascimento，1981年2月22日—），一般称作馬基斯，生于馬塞約，巴西职业足球运动员，现效力于日本職業足球联赛球会大宮松鼠队。